# Dominik Constantin zu Löwenstein-Wertheim-Rochefort

Dominik Constantin zu Löwenstein-Wertheim-Rochefort

Dominik Constantin Fürst zu Löwenstein-Wertheim-Rochefort (* 16. Mai 1762 in Nancy; † 18. April 1814 in Frankfurt am Main) war der vierte und letzte regierende Fürst aus der Linie Löwenstein-Wertheim-Rochefort.

## Leben
Dominik Constantin war der erste Sohn von Theodor Alexander zu Löwenstein-Wertheim-Rochefort (* 18. September 1722; † 27. Februar 1780) und seiner Gattin Katharina Luise Eleonore Gräfin von Leiningen-Dagsburg-Emichsburg (* 1. Februar 1735; † 25. Februar 1805), Tochter des Grafen Karl Ludwig von Leiningen-Dagsburg-Emichsburg. Ihm folgten noch sieben weitere Geschwister, von denen allerdings nur zwei das Erwachsenenalter erreichten. Seine Taufe fand am Tag seiner Geburt in der Pfarrkirche St. Rochus in Nancy statt. Hier und in Straßburg wuchs Dominik Constantin auf; in letzterer Stadt besuchte er auch die Militärschule. In Fulda nahm er unter steter Begleitung eines Hofmeisters ein Studium auf, und da absehbar war, dass er seinem Onkel Karl Thomas Fürst zu Löwenstein-Wertheim auf dem Fürstenthron folgen würde, nahm er sich 1783 eine Wohnung in Wertheim.
Da sein Vater Theodor Alexander kurz vor seinem Tod zwei Herren als Vormund für Dominik Constantin eingesetzt hatte, die kein besonders freundschaftliches Verhältnis zu seinem Onkel, dem amtierenden Fürsten, pflegten, war seine Apanage mit jährlich 4.000 Gulden eher kärglich, da sein Onkel ihm nicht mehr Geld zur Verfügung stellte. Wohl auch um seine finanzielle Situation zu verbessern, heiratete er bereits am 5. Mai 1780 Maria Leopoldine Prinzessin von Hohenlohe-Bartenstein, Tochter des Fürsten Ludwig Carl Franz Leopold zu Hohenlohe-Waldenburg-Bartenstein, mit der er sieben Kinder zeugte, von denen allerdings nur vier das Erwachsenenalter erreichten. Die Familiengröße, seine Vorliebe für Pferde und auch sein luxuriöser Lebensstil führten dazu, dass sein Onkel ihm Verschwendungssucht vorwarf und Hieronymus Heinrich von Hinckeldey, Präsident der fürstlichen Verwaltung, ihm einen Haushaltsplan aufstellte, der jedoch nie zur Anwendung kam. 1782 konnten seine Vormünder für ihn, der damals erst mit 25 volljährig wurde, eine Erhöhung der Apanage erwirken, die jedoch keine dauerhafte Besserung brachte -- bereits drei Jahre später belief sich der Schuldenstand auf ca. 78.000 Gulden.

Besitznahme-Patent von Fürst Dominik Constantin zu Löwenstein-Wertheim-Rochefort nach dem Tod seines Vorgängers

Nach dem Tod seiner Großmutter erbte er die Herrschaft Püttlingen in Lothringen. Am 6. Juni 1789 verstarb sein Onkel, und Dominik Constantin wurde vierter Fürst zu Löwenstein-Wertheim-Rochefort. Der Beerdigung seines Onkels in der Wertheimer Stadtkirche blieb er fern; er weilte zu dieser Zeit auf seinem Besitz in Cugnon im heutigen Belgien. Am 12. Juli 1789 erließ er ein Dienstorganisationsedikt und andere Verordnungen, zog sich jedoch danach zunehmend aus den politischen Geschäften zurück und frönte seinen Hobbys. 1802 erhielt er die Herrschaft Scharfeneck, Cugnon und zwei mainzische Dörfer, die Grafschaft Püttlingen, das Amt Rothenfels, das Amt Homburg, die Abtei Bronnbach, die Abtei Holzkirchen und die Abtei Neustadt. Wald, Wiesen und Ackerland waren natürlich dabei. Laut Informationen von Pfarrer Georg „Burkard“ Link aus Neustadt am Main:
Das Haus Löwenstein verlor durch die Reichsdeputation 1802 linksrheinisch an Frankreich 2,75 Quadratmeilen Land mit 5.000 Einwohnern und Einkünften von 87.000 Gulden. Das Haus Löwenstein bekam dafür 1802 rechtsrheinisch 7 Quadratmeilen Land mit 18.000 Einwohnern und Einkünften von 150.000 Gulden.
Nach dem Tod seiner ersten Frau heiratete er 1807 Maria Crescentia, geborene Gräfin zu Königsegg-Rothenfels. Mit ihr wohnte er in Frankfurt am Main luxuriös zur Miete auf der Zeil. Seit 1812/13 nannte er sich Fürst zu Löwenstein-Wertheim-Rosenberg. 1814 starb er an der Wassersucht. Er wurde auf dem Engelberg beigesetzt, sein Herz befindet sich in der Fürstengruft der Stiftskirche Wertheim. Seine Tochter kam in Neustadt am Main zur Welt.

## Familie
Aus der Ehe mit Maria Leopoldine Prinzessin von Hohenlohe-Bartenstein (* 15. Juli 1761; † 15. Februar 1807) gingen sieben Kinder hervor, von denen vier das Erwachsenenalter erreichten:
- Christiane Henriette Polyxena (* 1782; † 1811) ⚭ 1805 Franz Thaddäus, Fürst von Waldburg zu Zeil und Trauchburg (* 1778; † 1845)
- Karl Thomas, Standesherr und Fürst zu Löwenstein-Wertheim-Rosenberg (* 1783; † 1849) ⚭ 1799 Sophie Gräfin zu Windisch-Grätz (* 1784; † 1848)
- Constantin Ludwig Karl Franz zu Löwenstein-Wertheim-Rosenberg (* 1786; † 1844) ⚭ 1821 seine Nichte Leopoldine Prinzessin zu Löwenstein-Wertheim-Rosenberg (* 1804; † 1869)
- Wilhelm Prinz zu Löwenstein-Wertheim-Rosenberg (* 31. März 1795; † 2. Februar 1838) ⚭ (morganatisch) 1833 Emilie David Molitor (* 1810; † 1855), vom Großherzog von Hessen 1834 zur Frau von Nauses, und 1838 zur Freifrau von Habitzheim erhoben

Aus der Ehe mit Maria Crescentia, geborene Gräfin zu Königsegg-Rothenfels (* 30. Januar 1786; † 13. Dezember 1821), gingen drei Kinder hervor: 
- August Prinz zu Löwenstein-Wertheim-Rosenberg (* 1808; † 1874)
- Maximilian Franz Prinz zu Löwenstein-Wertheim-Rosenberg (* 1810; † 1884)
- Marie Josephine Sophie (* 1814 in Neustadt am Main; † 1876);

⚭I 1841 Franz Joseph Prinz zu Salm-Salm (* 1801; † 1842);
⚭II 1845 Karl Ludwig Prinz zu Solms-Braunfels (* 1812; † 1875)